# Horus-Ka
Ka (també Sekhen), va ser un faraó predinàstic de l'Alt Egipte pertanyent a la dinastia 0. Probablement va regnar durant la primera meitat del segle XXXII aC. Es desconeix la durada del seu regnat.

## Nom
La lectura correcta del nom de Ka continua sent incerta. Hi ha inscripcions en gerres que mostren un serekh amb un símbol típic de Ka, tots dos escrits correctament en posició vertical, però també hi ha inscripcions que presenten un serekh vertical amb un símbol de Ka cap per avall a l'interior. La segona forma d'aquesta escriptura indica una lectura com a Sekhen (que significa "abraçar algú") en lloc de Ka. També es va arribar a pensar que era el nom de naixement de Narmer. Com la lectura del nom és tan incerta, els egiptòlegs i els experts en escriptura com Ludwig David Morenz prefereixen una lectura neutral com a "Faraó Braç". El nom personal de Ka podria haver estat "rei Ap."

## Regnat

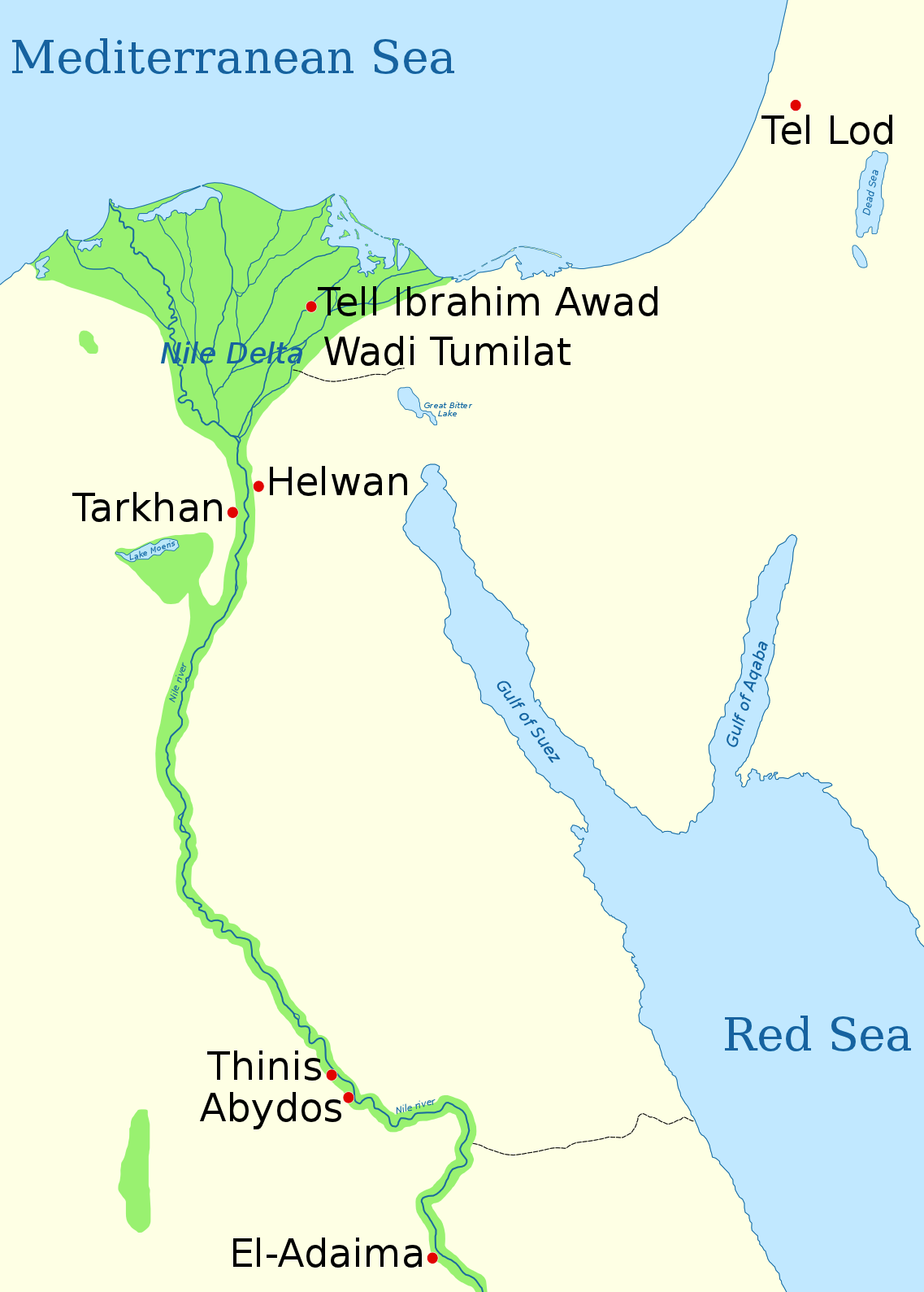
Mapa dels llocs on s'han trobat els serekhs de Ka.

Ka va governar Tinis durant la primera meitat del segle XXXII aC i va ser enterrat a la necròpolis d'Umm el-Qa'ab. Probablement va ser el successor immediat d’⁣Iry-Hor i va ser succeït per Narmer o per Escorpí II. És el faraó egipci més antic conegut amb un serekh inscrit en diversos artefactes. Per tant, això pot ser una innovació del seu regnat. Ka és un dels reis predinàstics més ben documentats, juntament amb Narmer i Escorpí II. Més enllà d'Abidos, està documentat a la necròpolis predinàstica d'Adaima a l'Alt Egipte i al nord a Tarkhan, Helwan, Tell Ibrahim Awad, Tell el-Farkha (Delta oriental del Nil), Wadi Tumilat i fins al nord fins a Tel Lod, al Llevant meridional.
El nombre de restes arqueològiques que porten el serekh de Ka trobats fora d'Abidos és molt més gran que el del seu predecessor. Això pot ser el signe d'una influència creixent i potser de la conquesta de porcions més grans d'Egipte per part dels faraons tinites.

## Tomba
Es creu que dues cambres subterrànies, B7 i B9, a la necròpolis d'⁣Umm el-Qa'ab d'⁣Abidos formen part de la tomba del rei Ka. Cada cambra té 1,90 m de profunditat, B.7 fa 6,0 × 3,2m mentre que B9 és lleugerament més petita amb 5,9 × 3,1m. Les dues cambres són d'1,80m de distància.
La tomba de Ka va ser excavada per primera vegada per Flinders Petrie l'any 1902. Les intervencions arqueològiques van revelar fragments d'un ganivet de sílex i ceràmica. A la cambra més meridional, la B7, s'han trobat més de quaranta inscripcions en gerres altes i recipients cilíndrics, així com una impressió de segell. La tomba de Ka (B7, B9) és a prop de la d'Iri-Hor (B1, B2) i Narmer (B17, B18). A més, es troba dins d'un ordre seqüencial que uneix el cementiri "U", més anti, amb les tombes de la Primera Dinastia, cosa que suggereix que Ka va succeir a Iri-Hor i va precedir a Narmer al tron.
Una gerra cilíndrica trobada dins la tomba, juntament amb el nom de Ka, té inscrit el nom "Ha, esposa d'Horus Ka".

## Galeria

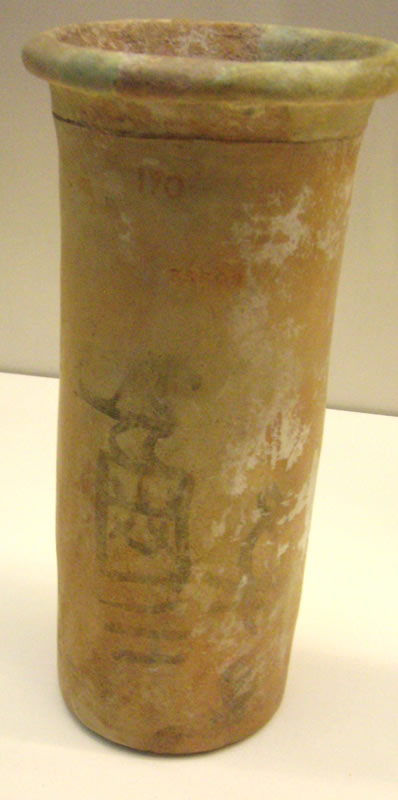
Recipient de la tomba de Ka a Abidos amb el serekh de Ka exposat al Museu Britànic .
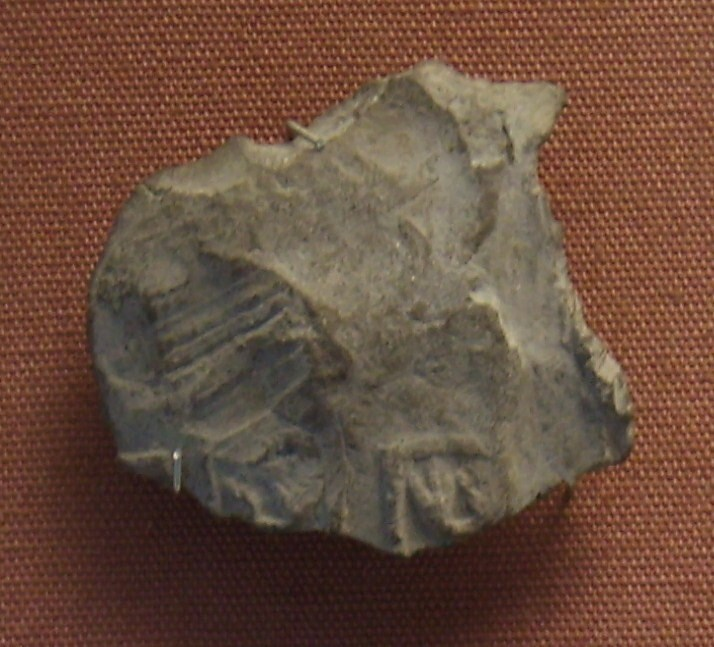
Impressió del segell amb el serekh de Ka. Observeu l'absència del falcó d'Horus. Museu Britànic .
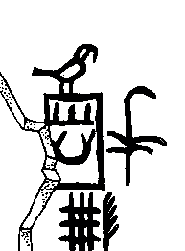
Fragment que porta el serekh de Ka de la seva tomba a Abidos.
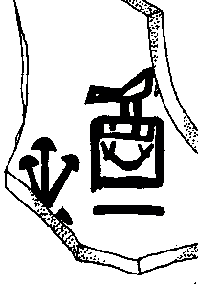
Fragment que porta el serekh de Ka de la seva tomba.
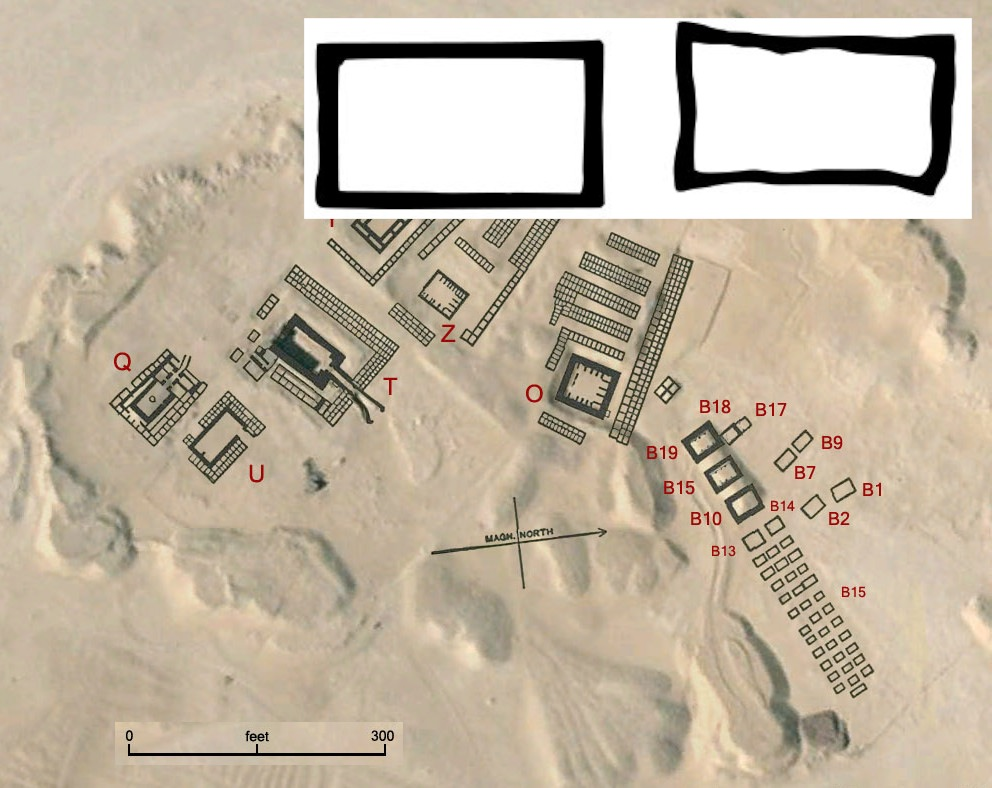
La tomba de Ka a Umm el-Qa'ab
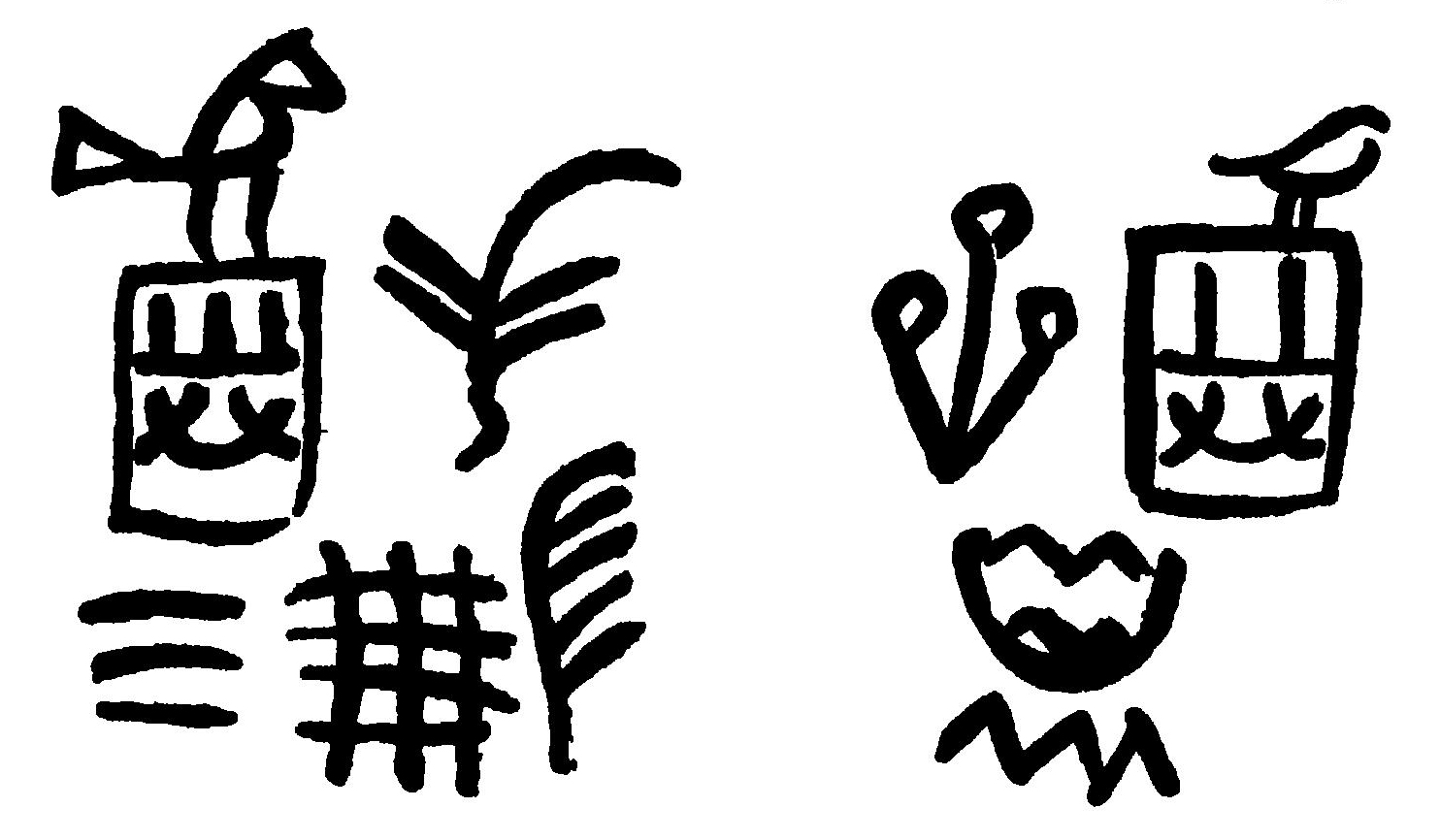
Noms de Ka i Ha en un pot.